# دارکوب عربی
دارکوب عربی (نام علمی: Dendrocoptes dorae) یا دارکوب سروات, یک گونه پرنده از خانواده دارکوبان (Picidae) و بومی کوه‌های سروات عربستان سعودی و یمن است. این تنها دارکوبی است که در شبه‌جزیره عربستان زادآوری می‌کند.